# Félix Hidalgo
Félix Resurrección Hidalgo (Manilla, 21 februari 1855 – Barcelona, 13 maart 1913) was een Filipijnse kunstschilder. Hidaldo produceerde meer dan 1000 schilderijen en tekeningen in uiteenlopende genres en met diverse materialen. Zo maakte hij mythologische en historische werken, portretten en landschappen met olie- en aquarelverf, pastelkrijt en houtskool. Hij wordt beschouwd als een van de beste Filipijnse schilders uit de 19e eeuw.

## Biografie
Hidalgo werd geboren in Binondo, een wijk in de Filipijnse hoofdstad Manilla. Hij was het derde van zeven kinderen van Eduardo Resurreccion Hidalgo, een welgestelde advocaat, en Maria Barbara Padilla. Hidalgo behaalde een Bachelor of Arts-diploma aan de Ateneo de Manila University en begon op aandrang van zijn vader aan een studie rechten aan de University of Santo Tomas. Na enige tijd brak hij deze studie echter af om zich in te schrijven bij de Escuela de Dibujo y Pintura van de Spaanse schilder Don Agustin Saez.
In 1876 kreeg hij een expositieruimte in het Teatro-Arco de Bilibid, waar hij diverse van zijn kunstwerken, waaronder het bekende La Banca en de Vendedores de Lanzones, voor het publiek tentoonstelde. In 1877 eindigde hij op een tweede plek in een ontwerpwedstrijd voor de boekomslag van de luxe uitgave van Manuel Blanco’s Flora de Filipinas, achter zijn leermeester Agustin Saez. In 1879 werd zijn werk tentoongesteld op een expositie in Philadelphia en maakte hij ook naam dat deel van de wereld. In datzelfde jaar vertrok hij naar Spanje, om op kosten van het stadsbestuur van Manilla te studeren aan de Academie voor Beeldende Kunst in Madrid. In 1879 reisde hij naar Rome, waar hij onder andere het portret van Senador Romano schilderde.
Na zijn studie in 1883 reisde hij eerst rond in Spanje, waarna hij naar Parijs trok om zich daar te vestigen in een galerie aan Boulevard Arago. In de beginperiode had hij het in financieel opzicht zwaar. Later kreeg hij ondersteuning van familie. Zijn periode in Parijs zou een heel productieve periode zijn. In 1884 deed hij met drie werken mee aan de Exposicion Nacional de Bellas Artes. Zijn schilderij  Virgenes Cristianas Expuestas al Populacho won hij er de tweede prijs. De eerste prijs ging naar  Spoliarium van landgenoot Juan Luna, hetgeen reden was voor de Filipijnse Ilustrados in Europa onder leiding van José Rizal om het succes van beide jonge schilders te vieren met een banket op 25 juni 1884.
De jaren erna had Hidalgo behoorlijk veel succes met diverse van zijn schilderijen. Met name La barca de Aqueronte of The Boat of Charon won diverse onderscheidingen. Andere schilderijen die hij in deze periode schilderde waren onder andere Farewell to the Sun, The Dawn, Oedipus and Antigone, The Violinist en The Siesta. Ook schilderde hij diverse werken voor de Spaanse koloniale regering als afbetaling voor zijn studiekosten, waaronder Governor Luis Perez Dasmarina and his Dominican Advisor, Guerreros filipinos velando la tumba de su jefe, The Defeat of Limahong, His Greek Philosopher at Work, La enferma, Per Pacem et Libertatem en het controversiële Assassination of Governor Bustamante, over de moord van gouverneur Bustamente door Spaanse geestelijken.
In 1912 keerde Hidalgo terug naar de Filipijnen voor een bezoek aan zijn doodzieke moeder, die hij al meer dan 30 jaar niet had gezien. Gedurende het verblijf in zijn geboorteland schilderde hij nog een zestal landschappen. Zes maanden na zijn aankomst vertrok hij via Japan, om daarna via de Trans-Siberische spoorlijn terug te reizen naar Europa. Op zijn reis door Rusland liep hij echter een ernstige ziekte op. Hij kwam doodziek aan in Parijs en overleed uiteindelijk op 13 maart 1913 in Barcelona, op 58-jarige leeftijd. Zijn stoffelijk overschot werd door een vriendin, Doña Maria Yrritia, weer teruggebracht naar zijn geboorteland, waar hij werd begraven in het familiegraf op het Cementerio del Norte in Manilla.

## Selectie van Hidalgo's werken

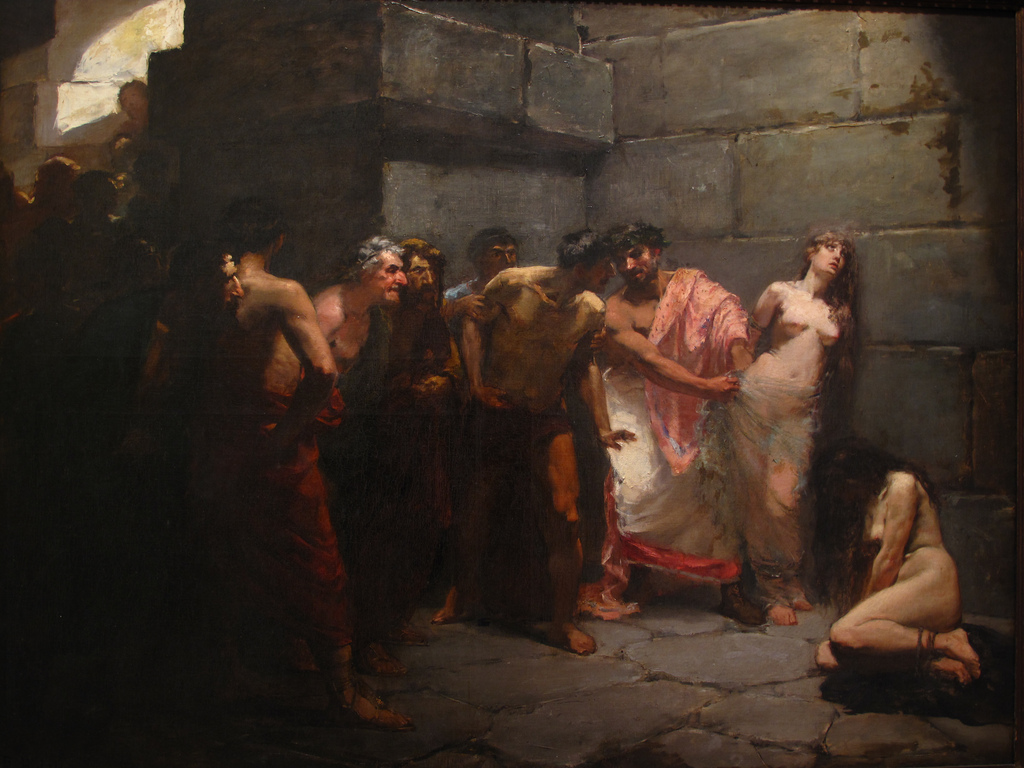
Las virgenes Cristianas expuestas al populacho (1884)
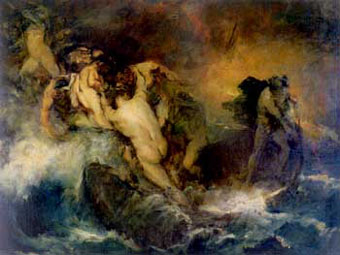
La barca de Aqueronte (1887)
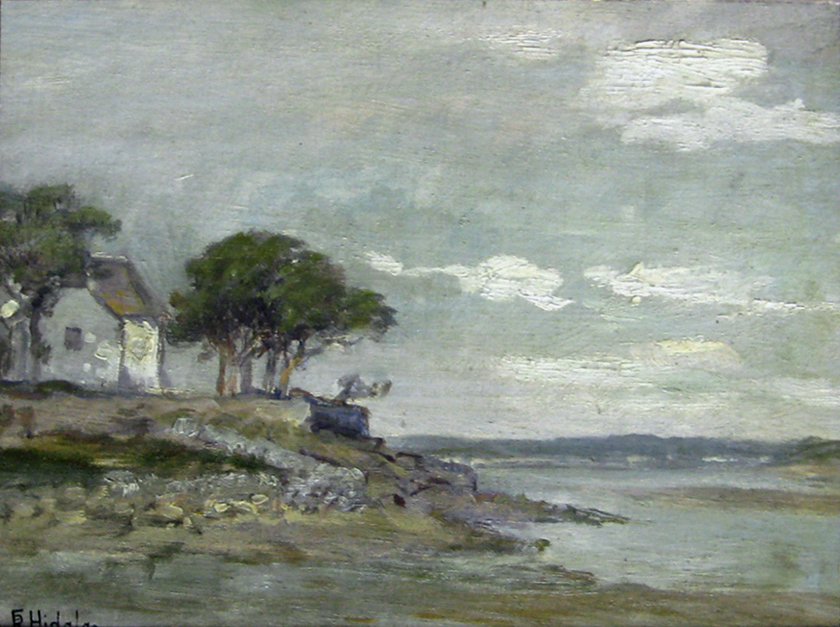
La Casa Cerca del Rio
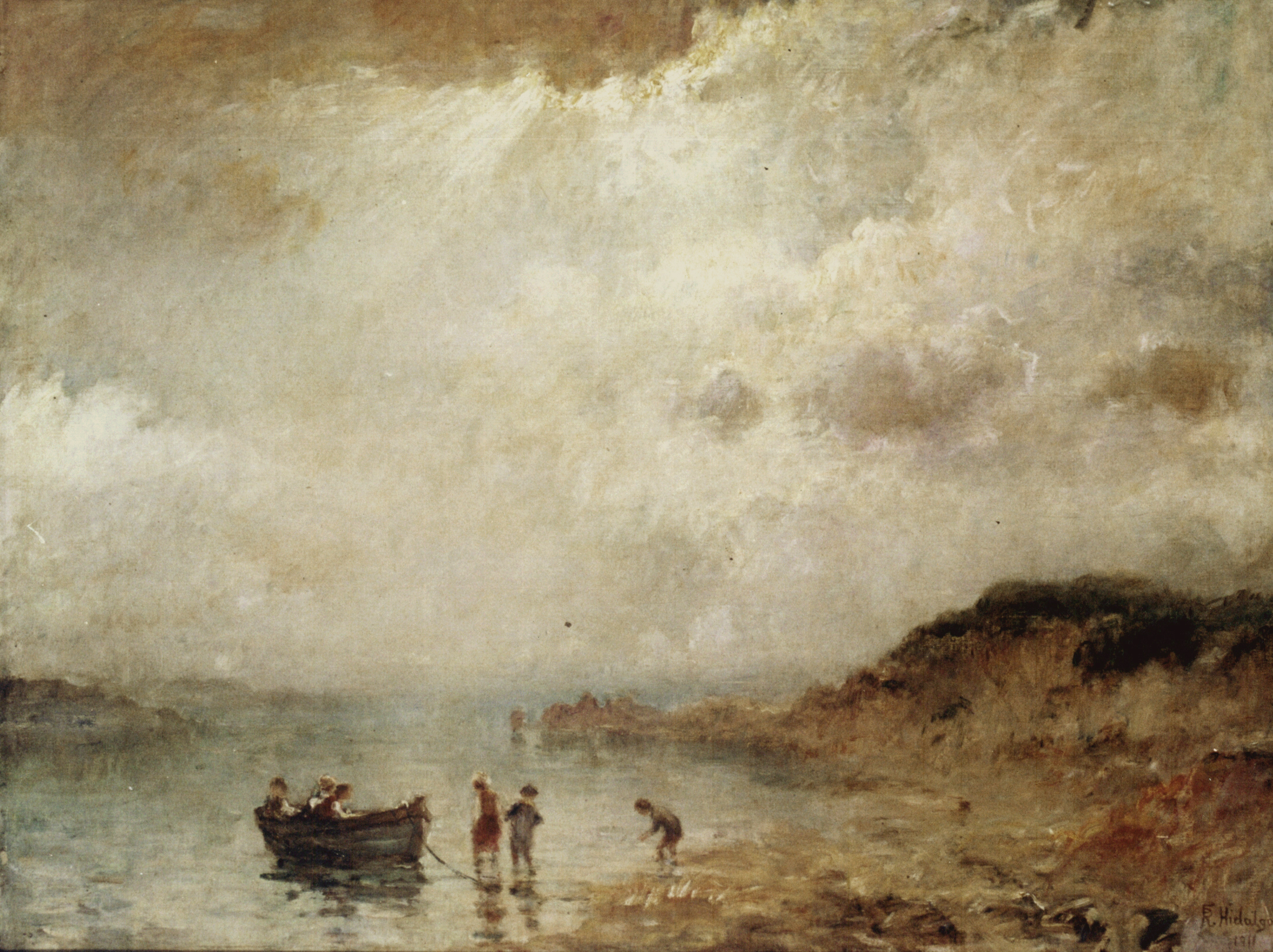
La Marina (1911)

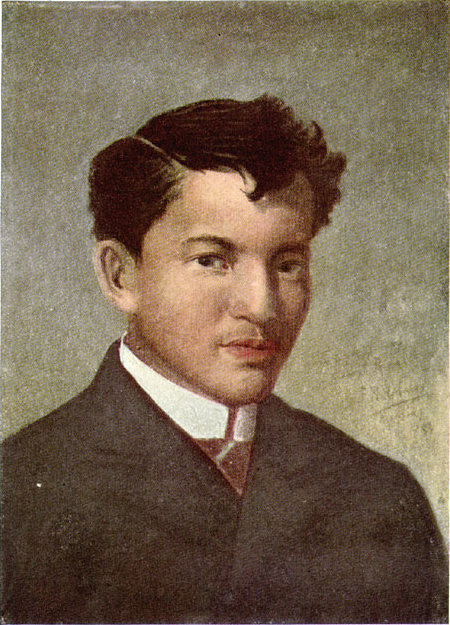
José Rizal (1883)
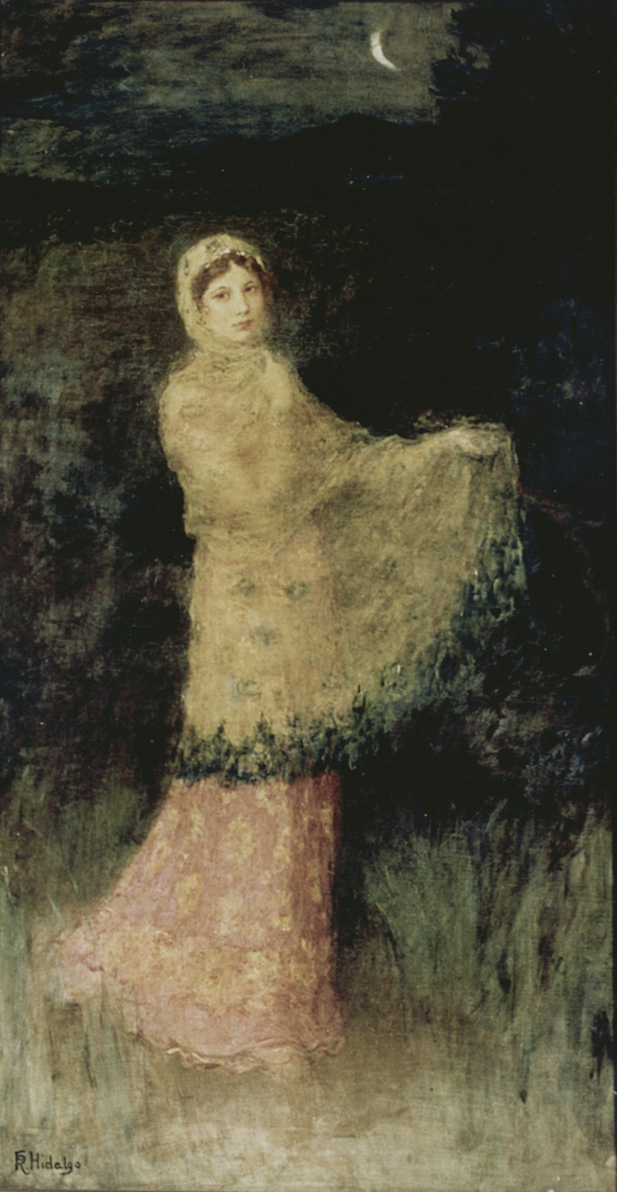
A Lady in the Moonlight
Young Filipina (1890)